# Щ (микрорайон)
Микрорайо́н «Щ» — один из микрорайонов новосибирского Академгородка. Расположен в северной части Академгородка, на территории бывшего посёлка строителей Новосибирской ГЭС.

## История микрорайона
До 1957 года, когда начал строиться Новосибирский Академгородок, на территории района, между современными улицами Иванова и Полевой, располагалась небольшая деревня Чербусы. Название деревни переводится с чувашского языка как «белая берёза». Такое наименование было неофициальным, в документах поселение именовалось Берёзовый Лог. Однако большинство жителей составляли переселенцы из Поволжья, чуваши и татары, бежавшие в Сибирь от голода, плохо владевшие русским языком. Поселение было основано в 1925 году.
Первые строители Академгородка жили не в щитовых домиках, а в палатках . Лагерь комсомольцев-строителей назывался «Юнгородок».

## Название

### Этимология
По одной из версий название микрорайона произошло от предположительно располагавшейся здесь колонии заключенных Щ-52 (или Щ-53), которая была задействована в строительстве Академгородка, однако, по мнению краеведа Игоря Резуна, эта гипотеза несостоятельна, так как число узников, участвовавших в возведении научного городка, было незначительным (около 50 человек). Впрочем, профессор кафедры отечественной истории НГУ И. С. Кузнецов утверждает, что лагерный труд использовался как при строительстве Щ (тогда, по его мнению, число лагерных работников могло достигать сотен), так и в последующий период в этом же микрорайоне.

Игорь Резун пересказывает воспоминание одного из ветеранов «Сибакадемстроя», который жил на улице Демакова, в его истории упоминается некое собрание, на котором один из рабочих якобы задал вопрос генерал-майору Иванову о возведении жилья для строителей («Николай Маркелович, извиняйте, а для нас-то, работяг, когда будут строить?») после того, как военный, «стоя у большой карты», расчертил участки для строительства Академгородка, обозначив их буквами А, Б, В, Г и т. д.:
Генерал рявкнул: «Да вы, да вы сюда науку приехали строить или хоромы себе?» Разволновался, подошел к карте и красным карандашом при всех поставил последнюю букву из того набора, который был — Щ. «Нате вам! Вот! Это в последнюю очередь будем строить».

Другой новосибирский краевед Константин Голодяев — сторонник «щитовой» этимологии:
Планировка научного городка включала несколько зон: Верхнюю («А», «Б», «В») собственно для городка и Нижнюю — для проживания строителей и коммунальщиков. Она условно так и называлась — «Строители» — и застраивалась домами из деревянных щитов. На проектных схемах строительства встала буква «Щ».

Игорь Резун ставит эту гипотезу под сомнение:
Это не щитовые домики, это финские домики, двухподъездные, на 16 квартир. Тогда микрорайон должен был бы называться Ф?..
Один из жителей Советского района вспоминает историю своей бабушки: прибывшие работники сначала соорудили для себя строительный городок, но в плане для будущего Академгородка уже были указаны буквы А, Б, В и Г, тогда они во избежания ошибки обозначили свой квадрат буквой Щ.
Существуют и другие этимологические версии. В одной из них утверждается, будто с высоты можно увидеть застройку микрорайона, выполненную в виде буквы Щ. Другая история повествует о рабочих, которые на просьбу о строительстве района для ученых ответили: «Ща построим!».

### Варианты названия среди жителей Академгородка
- Ща — представители поколения, родившегося в Академгородке, слышавшие название до того, как научились читать, воспринимают топоним не как букву русского алфавита, а как короткое слово. Часто можно услышать: «Живу во Щах».
- Щаковка — название преобразовано в соответствии с традициями образования названий населённых пунктов в русском языке.